# Plan Prost
Le plan Prost est un plan d'aménagement urbain et routier de la région parisienne, conçu entre 1932 et 1934 par l'architecte urbaniste Henri Prost, à la demande de l'état français représenté par  le Comité supérieur de l'aménagement et de l'organisation générale de la région parisienne (CSAORP).

## Génèse

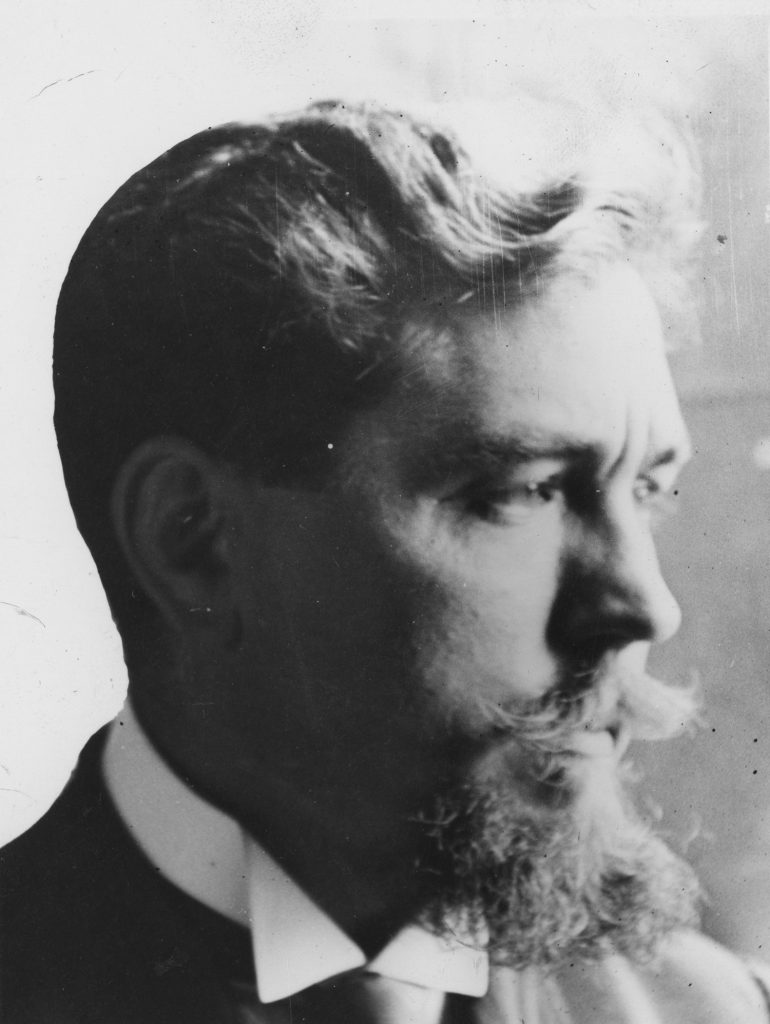
L'architecte urbaniste Henri Prost

Ce nouveau plan d'urbanisme, surnommé « Plan Prost » est conçu par l'architecte urbaniste Henri Prost pour le compte du Comité supérieur de l'aménagement et de l'organisation générale de la région parisienne (CSAORP), créé en 1928.
La loi du 14 mai 1932 prescrit un « projet d'aménagement de la région parisienne ». Ce territoire correspond à une circonférence d'environ 35 km de rayon depuis le centre de Paris (cathédrale Notre-Dame), plus les cinq cantons situés au sud du département de l'Oise. La loi autorise l'établissement d'un plan régional sous l'autorité du CSAORP dont la composition est alors modifiée avec quarante élus, quarante personnalités qualifiées et neuf hauts fonctionnaires. Sans réels pouvoirs, ce comité reste une instance de proposition et de réflexion, et non un organisme de tutelle s'ajoutant aux collectivités locales, ce dont les parlementaires n'avaient pas voulu lors de la discussion de la loi.

## Historique
Élaboré entre 1932 et 1934 ce plan classe en quatre zones concentriques Paris et sa banlieue selon l'utilisation des sols et de la hauteur des constructions. ce plan Il prévoit des mesures de protection pour des sites sensibles et délimite des réserves pour des parcs et des équipements publics.

### Objectif
Le plan souhaite « dédensifier la ceinture rouge » en réduisant la hauteur possible des constructions et en déplaçant les industries considérées comme « gênantes » notamment à l'ouest et prévoit de les déplacer au Nord Est entre Mitry et Messy une zone industrielle spéciale. L'approche d'un futur conflit avec l'Allemagne entrainera en fait un déplacement des usines d'aéronautique et d’armement seront vers le Sud.

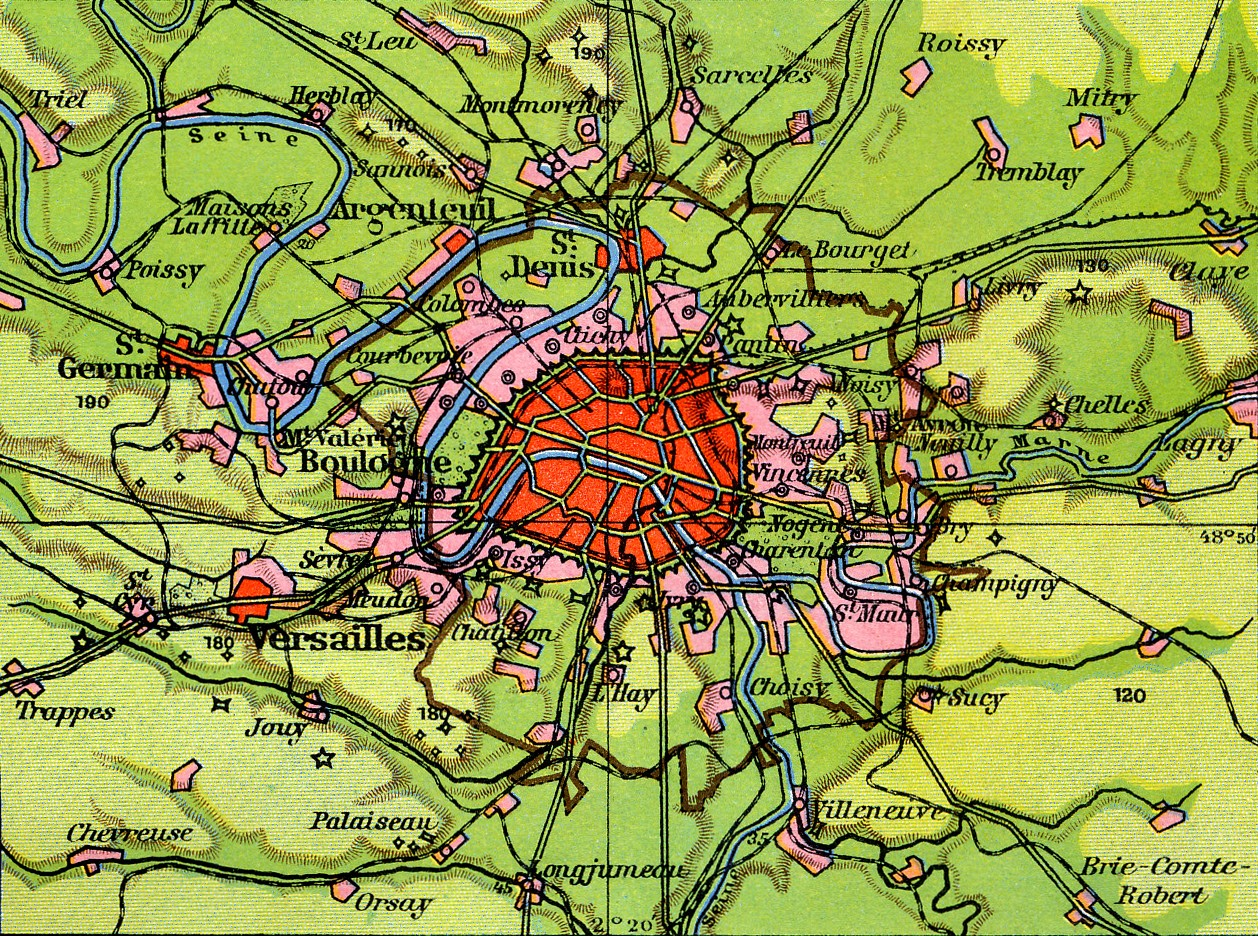
Plan de Paris et de sa banlieue dans les années 1930

Pour l'expropriation, afin de lutter contre la spéculation,  le plan propose de remettre dès la publication d'un projet un bon d'expropriation aux propriétaires concernés, le montant final est payé par l'administration lors de l'expropriation effective.

### Vision urbanistique
Le plan refuse l'élaboration de villes linéaires, des grandes cités jardins et de villes satellites. Henri Prost vise avant tout, comme dans le cas du plan du littoral varois dont il est également le concepteur, à  « vertébrer » l'agglomération parisienne grâce à un « zonage rigoureux des activités et à une régulation des rythmes de croissance selon le potentiel foncier des différentes communes ».

### Voiries
Le plan propose cinq infrastructures routières nouvelles au départ de Paris. Ces voies seront non autoroutières mais doivent être plantées d'arbres pour cacher la banlieue avec trois chaussées: une voie rapide au centre avec de rares carrefours à niveau et deux voies latérales pour le trafic local. Ces voies seraient reliées par une  rocade de grande ceinture. Des voies touristiques sont également prévues.

### Conséquences
Le plan est achevé en 1934. Louis Dausset, Président CSAORP, et Henri Prost, présentent le plan à Albert Sarraut, ministre de l’Intérieur, cette même année.  soumis à enquête publique durant cinq ans dans les 656 communes concernées. 
Les partisans  du plan souhaitent la création d'un autorité régionale mais les conseils généraux et les conseils municipaux s'y opposent fortement. Le conseil général de la Seine (département de Paris et de ses communes limitrophes) refuse « la mutilation de ses droits » et les autres municipalités de banlieue s'opposent également, en considérant qu'elles n'ont pas été suffisamment associées à l'élaboration du plan. Le plan sera finalement approuvé en Juin 1939 et devient sous Vichy le PARP en Août 1941. Son successeur sera le PADOG de 1960.